# Đông Nusa Tenggara
Đông Nusa Tenggara (tiếng Indonesia: Nusa Tenggara Timur) là một tỉnh của Indonesia ở phần phía Đông của quần đảo Nusa Tenggara. Tỉnh lỵ của nó là thành phố Kupang trên đảo Timor. Phần lãnh thổ của Indonesia trên đảo Timor và thuộc phạm vi của Nusa Tenggara Timur được gọi là Timor Barat (hay Tây Timor). Ngoài Timor Barat, Nusa Tenggara Timur còn có hai đảo lớn khác là Flores và Sumba và khoảng 500 đảo nhỏ. Tỉnh có biên giới trên bộ với các tỉnh Oecusse, Bobonaro và Cova Lima của Đông Timor.
Nusa Tenggara Timur được thành lập vào năm 1958. Lúc ấy toàn bộ đảo Timor thuộc tỉnh. Đến năm 2002, thì Đông Timor tách riêng thành một quốc gia có chủ quyền. Nusa Tenggara Timur gồm một thành phố và 19 huyện. Kinh tế của Nusa Tenggara Timur kém phát triển hơn so với mức trung bình của cả Indonesia. Cờ hiệu và huy hiệu của tỉnh in hình rồng Komodo, sinh vật biểu tượng của khu vực này, sống trên đảo Komodo.